# 유가행파
유가행파(瑜伽行派) 또는 요가차라(산스크리트어: योगाचार Yogācāra, 영어: Yogachara)는 4세기 인도의 무착스님이 만든 대승불교 종파이다. 대승불교를 창시한 3세기 용수스님의 중관파와 함께 대승불교의 양대 축이다. 3세기 용수는 반야경, 4세기 무착은 유가사지론을 널리 배포했다.
유가행파는 유식파(唯識派, 산스크리트어: विज्ञानवाद Vijñānavāda 비즈냐나바다), 유식종(唯識宗), 유가행유식학파(瑜伽行唯識學派), 유식유가행파(唯識瑜伽行派), 유가불교(瑜伽佛敎, 요가불교)로도 불린다.
"유식(唯識)"에서 유(唯)는 "오직"을 뜻하며 식(識)은 의식(Consciousness) 또는 마음(Mind)을 뜻한다. 식(識)은 산스크리트어로는 비즈냐나(Vijñāna)로 지혜를 뜻하는 즈냐나(Jñāna)의 대가 된다. 영어권에서는 유식을 흔히 "Consciousness only"라고 번역한다.
유가행파는 《유가사지론(瑜伽師地論)》과 그 밖의 논서(論書)를 저술한 미륵(彌勒)을 종파의 조사(祖師)로 하는 인도 대승불교의 종파이다. 호흡을 조정하고 마음을 가다듬는 등의 지관(止觀: 선정과 지혜) 수행을 통해 바른 이치(正理)와 상응(相應)하려고 하는 유가행(瑜伽行 · Yoga · 요가)을 실천하였다. 유가행파는 유가행의 체험을 바탕으로 아뢰야식이라는 새로운 심식(心識)과 이에 따른 체계를 도입함으로써 중관파에서 주장된 반야의 공사상(空思想)의 불충분한 점을 보충하고, 일체의 존재는 심식(心識)의 변전이며 심식(心識)만이 실재라고 보는 유식설(唯識說)을 세워 대승의 교리적인 발전을 성취하였다.
《해심밀경(解深密經)》은 유가행파의 근본 경전이다.
미륵(彌勒)의 《유가사지론(瑜伽師地論)》과 더불어 무착(無着: c.300-390)의 《섭대승론(攝大乘論)》과 세친(世親: c.320-400)의 《유식이십론(唯識二十論)》·《유식삼십송(唯識三十頌)》·《십지경론(十地經論)》·《섭대승론석(攝大乘論釋)》이 유가행파의 주요 소의 논서이다. 또한 세친의 《유식삼십송》에 대한 문하의 십대 논사의 학설을 호법(護法: 530-561)의 학설을 중심으로 하여 현장(玄奘: 602-664)이 번역 · 편집한 《성유식론(成唯識論)》도 주요 소의 논서에 포함된다.
인도 불교의 유가행파에 대응하는 중국 · 한국 또는 일본 불교의 종파로는 《십지경론》을 소의 논서로 하는 지론종(地論宗), 《섭대승론》을 소의 논서로 하는 섭론종(攝論宗), 《성유식론》을 소의 논서로 하는 법상종(法相宗: 자은종 · 유식종)이 있다.

## 역사
중관파(中觀派)에서는 현상계의 제법(諸法)이 공임을 여러 논법으로 논증했는데, 이와 마찬가지로 현상계의 존재가 어째서 그 같은 질서 밑에서 성립되어 있는가를 체계적 · 조직적으로 설명한 것이 유가행파의 사상, 즉 유식설(唯識說)이다.
유식이란, 일체의 것은 식(識·consciousness)뿐이라는 설이며, 주관의 구조도 식, 객관의 구조도 식이라 주장했다. 이 이론체계에는 유부(有部)의 법상(法相)인 5위 75법, 그 중에서도 특히 마음(심법)의 분석이 채택되어, 그것이 새로운 대승의 공의 입장에서 심화되어 해석되고 있다. 유식설은 이미 그 경전들인 《해심밀경(解深密經)》이나 《대승아비달마경(大乘阿毘達磨經)》 속에 설명되어 있는데, 이것을 이론적으로 문제가 되도록 제기한 것은 미륵(彌勒: c.270-350)이며, 그의 《유가사지론(瑜伽師地論)》을 비롯한 제론(諸論)에 나타나 있다. 미륵의 가르침을 받은 무착(無着: c.300-390)의 《섭대승론(攝大乘論)》과 그 밖의 여러 논서(論書)에서 유가행파의 사상은 조직화되었다. 무착의 동생 세친(世親: c.320-400)은 처음에는 소승의 설일체유부(說一切有部)에 속하여 《구사론(俱舍論)》을 지었으나, 후에는 대승으로 옮겨 《유식이십론(唯識二十論)》·《유식삼십송(唯識三十頌)》 등의 저서를 내고 유가유식(瑜伽唯識)의 사상을 크게 선양하였다.
유가행파는 후일 디그나가(Dignāga · 陳那 · 진나)의 유상유식파(有相唯識派)와 구나마티(Gunamati · 德慧 · 덕혜)의 무상유식파(無相唯識派)의 두 파로 나뉘며 특히 디그나가는 인도 논리학의 대성자로 유명하다. 유상유식은 요가의 유상삼매, 무상유식은 요가의 무상삼매를 말한다.

## 사상 및 수행
유식설에서는 인간의 현실존재를 구성하는 여러 법은 실유(實有)가 아니며 그 실상(實相)은 공인데, 오직 공이라는 하나의 원리에 따라 현실차별의 상(相)이 현출(現出)할 수는 없는 일이며, 여러 존재가 현재 있는 그것처럼 달성되기 위해서는 각기 공에 뒷받침된 원인이 있어야만 한다. 그 원인이 되는 것이 이미 가능력(可能力)인 상태에서 존재하고 있으며 그것을 종(種)이라 하고, 이는 순수한 정신작용으로서의 식(識)으로서 모든 것은 오직 이 식에 의해 나타난 것("유식 · 唯識")이라고 설파하는 것이다.  이처럼 역설하는 유식설은 선정체험(禪定體驗)에 있어서의 인식 대상이 선정실천가의 주관에 의해 현현(顯現)되는 것에 바탕을 둔 것으로 이 설이 선정, 즉 유가행(瑜伽行 · Yoga · 요가)의 실천가(瑜伽師)에 의해 조직 · 계승되었다 하여, 이 유식설을 역설하며 유가행을 실천하는 사람들을 유가행파(瑜伽行派 · 요가차라: 요가의 실행자)라고 한다.

## 분파
유식설(唯識說)은 바수반두 이후 인도의 사상계에 있어서 대단히 우세하게 되어 많은 학자를 배출하였으며 여러 분파가 성립되었다.
아상가와 바수반두에서 유래한 경식구공(境識俱空: 현상도 없고 마음(제8식)도 없다, 현상과 마음(제8식)이 모두 사라진 곳에 진여(제9식)가 있다)을 주장하는 진실유식설(眞實唯識說)은 인도에서는 무상유식파(無相唯識派)라고 호칭된다. 이는 진제삼장(眞諦三藏: 499~590)에 의해 중국에 전파되어 섭론종(攝論宗)으로 발전하였다.
무상유식파의 경식구공의 입장에 대하여 일단 식(識)의 존재를 인정하는 입장, 즉 경공심유(境空心有: 현상은 없으나 마음(제8식)은 있다, 청정해진 마음(제8식)이 곧 진여다)의 방편유식설(方便唯識說)은 유상유식파(有相唯識派)가 주장한 것으로서, 디그나가(Dignaga · 陳那 · 域龍)에서 시작하여 무성(無性)을 거쳐 호법(護法: 530~561)에 이르러 대성되었다. 방편유식설은 현장 삼장(玄裝三藏)에 의해 중국 · 한국에 전해져 법상종(法相宗)이 되었다.
디그나가는 《인명정리문론(因明正理門論)》 등을 저작하였다. 그는 지식근거로서 직접지각(直接知覺)과 추론(推論)과의 두 종류만을 승인하면서, 직접지각은 분별(分別)을 떠난 것이어서 내용이 없는 것이지만, 추론의 작용이 가(加)해짐으로써 구체적인 지식으로서 성립한다고 한다. 또 보편(普遍)의 존재를 부인하여, 그것은 타자(他者)의 배제(排除)에 의하여 부정적으로 구상된 것에 지나지 않는다고 주장하였다. 따라서 참뜻으로 말하는 개별자란 작용의 어느 순간에 불과하다고 한다. 그는 '신인명(新因明)'을 확립하였다. 샨카라스바민(Sankarasvamin)의 《인명입정이론(因明入正理論)》(당나라 현장 역)은 그 입문서(入門書)인데, 중국 · 한국에서는 인명(因明)의 근본 전적(根本典籍)으로서 많이 연구되었다.
디그나가의 논리사상은 다르마키르티(Dharmakirti · 法稱 · 법칭: fl. c. 650)에 의해서 더 한층 세밀해졌다. 그에 의하면 각 순간이 승의(勝義)에 있어서 어떤 것이다. 우리는 각 순간의 연속으로서 의식의 흐름을 상정(想定)하여 개인의 사유에 의하여 구상된 것에 불과한 것이라고 한다. 그는 또 논거 그 자체로부터 인도되어 나오는 추론과 결과를 논거로 하는 추론을 구별하였다.

## 같이 보기
- 유식설
- 지론종
- 섭론종
- 법상종
- 즈나나#불교

## 참고 문헌
- 이 문서에는 다음커뮤니케이션(현 카카오)에서 GFDL 또는 CC-SA 라이선스로 배포한 글로벌 세계대백과사전의 "유가불교" 항목을 기초로 작성된 글이 포함되어 있습니다.
- 이 문서에는 다음커뮤니케이션(현 카카오)에서 GFDL 또는 CC-SA 라이선스로 배포한 글로벌 세계대백과사전의 "유식파의 사상" 항목을 기초로 작성된 글이 포함되어 있습니다.